# Школа імен
Мін цзя (名家), «Школа імен» — одна з шести основних філософських шкіл Стародавнього Китаю. Час існування — V—III ст. до н. е. Головні представники Ден Сі, Хуей Ши, Гунсунь Лун. Іноді до школи імен відносять такого мислителя як Інь Вень. У бібліографічному розділі «Ханьшу» до школи імен (мін цзя) віднесені сім представників: поряд з вищезгаданими також Ченгун-шен (III ст. до н. е.), Хуангун Ци (III в. До н. Е.) І Мао- гун (III ст. до н. е.). 33-тя глава «Чжуан-цзи», перераховуючи китайських мислителів, в парі з Гунсунь Лунем згадує Хуань Туан, однак про нього і про трьох попередніх представників майже нічого не відомо. Пізніше на вчення мислителів школи імен спирався в 3-4 століттях н. е. Лу Шен, вчений з держави Західна Цзінь.